# Oberneukirchen (Oberbayern)
Oberneukirchen (bairisch Obaneikiacha) ist eine Gemeinde im oberbayerischen Landkreis Mühldorf am Inn und ein Mitglied der Verwaltungsgemeinschaft Polling.

## Geografie

### Geografische Lage
Oberneukirchen liegt in der Region Südostoberbayern.

### Gemeindegliederung
Es gibt 76 Gemeindeteile:
- Aichen a.d.Straß
- Aign
- Althör
- Angstl
- Baumgarten
- Bayer
- Beck
- Berger
- Bernhart
- Blümhub
- Brandhub
- Brandstätt
- Brunnhub
- Brunnlehen
- Dangl
- Dasör
- Donislreit
- Dörfl
- Dorfner
- Dradlöd
- Emehrer
- Engassen
- Fürst a.Eiglwald
- Gaderl
- Gansenöd
- Garrer
- Gasteig
- Gmach
- Harrer
- Hartberg
- Haslach
- Hatzenberg
- Holzmann
- Jackhub
- Kainau
- Kargsinn
- Lackner
- Langfeichten
- Lenzfeichten
- Mayerhof
- Mayerhofer a.d.Leiten
- Moos
- Neukerfen
- Oberaich
- Oberdorf
- Oberneukirchen
- Oberweng
- Reichhub
- Reiserer
- Reit
- Reiterer
- Rieder
- Rottner
- Schaffner
- Scheuereck
- Schmidberg
- Schmidlehen
- Schuhöd
- Sinn a.d.Straß
- Sprengseisen
- Starrn
- Stauderer
- Steiglehen
- Thaler
- Unteraich
- Unterdorf
- Unterweng
- Utting
- Vogl
- Vorner
- Wasenhub
- Wastlhub
- Wiernhart
- Wimm
- Zehethof
- Zitterhub

Es gibt nur die Gemarkung Oberneukirchen.

## Geschichte

### Frühe Siedlungsgeschichte
Oberneukirchen wird 1151 erstmals als „Nivenchirchen“ (Neukirchen) urkundlich erwähnt. Die katholische Pfarrkirche St. Margareta, die Margareta von Antiochia geweiht ist, wurde jedoch vermutlich erst 1430 im gotischen Stil errichtet. Seit 1671 ist der schulische Lehrbetrieb in Oberneukirchen nachweisbar. 1757 wurde die Kirche barockisiert.
Oberneukirchen gehörte zum Rentamt Burghausen und zum Landgericht Mörmoosen des Kurfürstentums Bayern. Mittels des Eißenamtes übte das Erzstift Salzburg bis zu seiner Aufhebung im Jahr 1803 die niedere Gerichtsbarkeit über seine Untertanen aus.

### Gemeindegründung und Wirtschaftswachstum
Im Zuge der Verwaltungsreformen in Bayern entstand mit dem Gemeindeedikt von 1818 die heutige Gemeinde. Zur Gemeindegründung bestand Oberneukirchen aus 133 Häusern und Höfen.
Gegen 1840 sorgen Umstellungen in der Land- und Viehwirtschaft für ein enormes Wachstum. In dieser Zeit werden viele Häuser umgebaut, um den neuen Bedingungen gerecht zu werden. Ab dieser Zeit festigt sich auch das Wirtschafts- und Sozialleben in Oberneukirchen: Ab 1852 gehört Oberneukirchen zum Zustellbereich der Post-Expedition in Kraiburg. 1823 wird in Oberneukirchen eine Expositur der Pfarrei Flossing gegründet, 1861 wird diese zur Pfarrei erhoben. Heute ist Oberneukirchen zusammen mit der Pfarrei Flossing und der Kuratie Polling Mitglied im Pfarrverband Flossing. Zwischen 1876 und 1879 werden die Nebenquellen des Grünbach der Hauptquelle zugeführt und sorgen so für ausreichend Wasser, um die Moosmühle betreiben zu können.
1879 pendelt sich die Einwohnergröße in Oberneukirchen auf 830 bis 860 Einwohner ein. Diese Größe wird bis zu Beginn des Zweiten Weltkriegs gehalten.

### Erster Weltkrieg und Weimarer Republik
Während des Ersten Weltkriegs werden Brot und Fleisch rationiert und von der Gendarmerie überwacht.
1922 erfährt die Kirche St. Margareta ihre vorerst letzte Erweiterung zur heutigen Form.

### Nationalsozialismus
Zu Beginn des Zweiten Weltkriegs 1939 werden viele junge Männer aus Oberneukirchen zum Wehrdienst einberufen. Die seit 1879 weitgehend konstante Bevölkerungszahl von rund 850 Einwohnern sinkt deutlich ab. Die Gemeinde Oberneukirchen war zu diesem Zeitpunkt vor allem durch die umliegenden Höfe geprägt; der Ort selbst hatte kaum mehr als 10 Häuser. So waren vor allem die umliegenden Bauern von der Einberufung betroffen: es entstand ein kurzfristiger Mangel an Arbeitskräften.
Diese Situation ändert sich erst, als Kriegsgefangene und zivile Ostarbeiter für die Arbeit auf den Höfen eingesetzt werden. Ab 1942 werden zudem viele aus München evakuierte Familien in Oberneukirchen untergebracht.
Direkt nach Kriegsende verlassen die Kriegsgefangenen und aus anderen Orten evakuierten Familien Oberneukirchen wieder, während die zur Wehrmacht einberufenen Soldaten nur sehr schleppend aus dem Krieg heimkehren. So entsteht in der unmittelbaren Nachkriegszeit erneut ein Mangel an Arbeitskräften, der vor allem die Landwirte trifft. Verschärft wird dieses Problem durch ein Ablieferungssoll der Bauern gegenüber der amerikanischen Besatzungsmacht.

### Nachkriegszeit und Konsolidierung
1946 kamen zunächst Heimatvertriebene aus dem Sudetenland nach Oberneukirchen und ersetzten die fehlenden Arbeitskräfte in der Landwirtschaft. So wuchs die Gemeinde bis 1949 auf 1.350 Einwohner an. Anfang der 1950er-Jahre fand in den umliegenden Ortschaften ein enormes Wirtschaftswachstum statt. Viele der Heimatvertriebenen ließen sich daher dauerhaft in Waldkraiburg, Weiding oder Töging am Inn nieder und verließen Oberneukirchen. Trotz der Kriegsheimkehrer sank die Einwohnerzahl wieder auf 753 im Jahr 1962.
Zu Beginn der 1970er-Jahre wurde die Raiffeisenstraße gebaut.

### Neuere Geschichte
Die frühen 1970er-Jahre bedeuten einen schweren Rückschlag für Oberneukirchen. Nachdem 1969 die Volksschule Oberneukirchen der Grund- und Teilhauptschule in Taufkirchen zugeordnet wurde, verhängte das Landratsamt Mühldorf einen Baustopp für Oberneukirchen, bis die Gemeinde an die Wasserversorgung aus Taufkirchen angeschlossen ist. Der Bau der Wasserleitung wurde erst 1983 abgeschlossen; zur gleichen Zeit entstand die Kläranlage in Oberneukirchen.
Das Wachstum von Oberneukirchen setzte sich erst in den 1980er Jahren fort, als die Linden- und Ringstraße gebaut werden. In den 1990er Jahren folgte dann die Ahornstraße und die Erweiterung der Lindenstraße. In den 2020er Jahren wurde das Baugebiet Buchenstraße erschlossen.
1986 erwarb die Gemeinde die Krämerei Wolfl und baute sie zum Gemeindehaus um. Das Gemeindehaus ist heute das Zentrum des Vereinslebens in Oberneukirchen. Im Jahr 2025 wurde mit dem Bau eines Kinderhauses begonnen, da der Kindergarten und Kindertagesstätte in der Gemeinde Taufkirchen zu klein geworden ist. Außerdem wurden für die Gemeinde im Pfarrhof Räume für die Gemeinderatssitzung und ein Bürgermeisterbüro geschaffen.

### Einwohnerentwicklung
Zwischen 1988 und 2018 wuchs die Gemeinde von 672 auf 851 um 179 Einwohner bzw. um 26,6 %.
Auf dem Gebiet der Gemeinde wurden folgende Einwohner gezählt:
| Jahr | Einw. |
| ---- | ----- |
| 1939 | 0830  |
| 1950 | 1337  |
| 1955 | 1002  |
| 1961 | 0770  |
| 1970 | 0751  |
| 1983 | 0682  |
| 1991 | 0695  |
| 1995 | 0737  |
| 2000 | 0775  |
| 2005 | 0818  |
| 2010 | 0835  |
| 2015 | 0843  |
| 2023 | 0842  |

## Politik

### Kommunalwahlen
Zur Gemeinderatswahl 2020 trat nur die Liste Freie Wähler/Wählergemeinschaft (FW/WG) an, die alle acht Sitze im Gemeinderat erhielt. Bürgermeisterin ist Anna Meier. Diese wurde 2014 als Nachfolgerin von Franz Steiglechner gewählt.

### Wappen
| Wappen von Oberneukirchen | Blasonierung: „Geteilt von Gold und Blau; oben ein schwarzer Lindwurm, unten ein silbernes Kirchengebäude mit Turm.“ |
| Wappen von Oberneukirchen | |

## Wirtschaft und Infrastruktur
Es gab 2017 insgesamt 119 sozialversicherungspflichtig Beschäftigte am Arbeitsort und 366 am Wohnort (Auspendlerüberschuss: 247). Sieben Einwohner waren arbeitslos. 2016 wurden 56 landwirtschaftliche Betriebe mit einer genutzten Fläche von 1494 ha gezählt.